# Лејксајд (Вирџинија)
Лејксајд (енгл. Lakeside) насељено је место без административног статуса у америчкој савезној држави Вирџинија.

## Демографија
По попису из 2010. године број становника је 11.849, што је 692 (6,2%) становника више него 2000. године.
| Група             | 2000.         | 2010.         |
| Белци             | 9.493 (85,1%) | 8.403 (70,9%) |
| Афроамериканци    | 976 (8,7%)    | 1.978 (16,7%) |
| Азијати           | 160 (1,4%)    | 310 (2,6%)    |
| Хиспаноамериканци | 273 (2,4%)    | 902 (7,6%)    |
| Укупно            | 11.157        | 11.849        |